# La viuda negra (película)
La viuda negra es una película mexicana dirigida por Arturo Ripstein, basada en la obra teatral Debiera haber obispas de Rafael Solana. Fue filmada en 1977 pero, debido a la censura, no fue estrenada hasta el 18 de agosto de 1983. Esta película es protagonizada por Isela Vega y Mario Almada.

## Argumento
En un pequeño pueblo de México se viven las intrigas y los secretos: Matea (Isela Vega) es una huérfana que asiste al cura, el Padre Feliciano (Mario Almada), en su parroquia. El médico del pueblo intenta seducirla pero fracasa y procede a difamarla esparciendo el rumor de que Matea mantiene relaciones con el cura. El pueblo le cree y exige al cura que la despida; él se niega y se encierra con Matea. Durante el encierro viven un apasionado amor, aunque la fatalidad llega y el cura muere ante la indiferencia del médico y del pueblo. Matea se convierte en una especie de sacerdotisa a la que conocen como la “viuda negra”.

## Reparto
- Isela Vega como Matea Gutiérrez
- Mario Almada como Padre Feliciano
- Sergio Jiménez como Doctor Gerardo Saldívar
- Hilda Aguirre como Úrsula
- René Casados
- Leonor Llausás
- Ana Ofelia Murguía

## Premios y reconocimientos

### Premio Ariel(1984)
| Categoría                   | Persona                                            | Resultado |
| --------------------------- | -------------------------------------------------- | --------- |
| Mejor Director              | Arturo Ripstein                                    | Nominado  |
| Mejor Actriz                | Isela Vega                                         | Ganadora  |
| Mejor Actor                 | Mario Almada                                       | Nominado  |
| Mejor Guion Cinematográfico | Vicente Armendáriz Ramón Obón Francisco del Villar | Nominados |
| Mejor Edición               | Rafael Ceballos                                    | Nominado  |
| Mejor Ambientación          | Carlos Grandjean                                   | Nominada  |

## Comentarios
El sexenio del presidente Jose López Portillo, sin duda, será recordado como uno de los más vergonzosos en la historia del cine mexicano, ya que no se conformó con desmembrar la estatalización del cine llevada a cabo apenas tres años atrás. Diversos recursos se utilizaron para ejercer la censura, siendo el caso más sonado el de La viuda negra, de Arturo Ripstein (1977), cinta que narra los amoríos de un cura con su ama de llaves. Basada en la obra teatral Debiera haber obispas, del dramaturgo Rafael Solana, se la consideró poco apta, por lo que la decisión fue simple: vetarla.
En una entrevista con la entonces titular de la naciente Dirección de Radio, Televisión y Cinematografía, Margarita López Portillo, ella declaró lo siguiente: «Es una película bien hecha, muy buena, pero tiene tal cantidad de ...para el pueblo, por su agresividad, creo que sería éste el primero en rechazarla. No es una película que yo contenga, es una que no creo que el pueblo esté capacitado para verla, por la cantidad de agresión que tiene el filme. Si en el próximo sexenio la quieren enseñar, que la enseñen, yo por mi parte prefiero guardarla» (dixit). No fue estrenada hasta 1983, tras infligirle un par de cortes.